# Gouffre de Jardel
Le gouffre de Jardel ou gouffre de Jardelles, puits de Jardelles, trou de Jardelles, est un gouffre français profond de 128 mètres, située en région Bourgogne-Franche-Comté, dans le département du Doubs à proximité de Pontarlier.
Il est notamment connu pour avoir servi de décharge pour des obus datant de la Première Guerre mondiale alors même qu'un cours d'eau souterrain le traverse dans sa partie basse. Ce dernier est un affluent souterrain des sources de la Loue, rivière qui alimente en eau potable une partie du département du Doubs. En période de montée des eaux dans le gouffre, les obus se retrouvent noyés sous une hauteur d'eau variant de 1 à 20 m durant 4 à 6 mois (selon le degré de pluviométrie et d'engorgement de la nappe karstique). 
L'approche de la cavité est interdite (grillage, panneaux) par arrêté municipal pour des raisons de sécurité, y compris depuis 1978 pour les spéléologues.

## Géographie
Le gouffre de Jardel est situé en France, sur la commune de Chaffois, à quelques kilomètres de Pontarlier dans le département du Doubs, en Bourgogne-Franche-Comté. 
Il fait partie d'un complexe géologique karstique. La formation du gouffre est due à l'effondrement de la voûte d'une grande salle souterraine à une période indéterminée.

## Faune
Comme d'autres grandes cavités de la région, le gouffre abrite des chiroptères (espèces protégées), et il est concerné par un plan de restauration national (cf. Grenelle de l'Environnement).

## Histoire
Le gouffre a longtemps servi de « bêtoire », c'est-à-dire de charnier pour les animaux morts. Cette pratique a été courante dans la région jusqu'à la fin du XIXe siècle. Environ 1 500 animaux morts du typhus y ont été jetés lors de la guerre de 1870, parfois même avec les encouragements de l'administration. Le Dr Larmet (chef du Service Sanitaire Départemental) a, dans un rapport au conseil général du Doubs, vivement reproché aux paysans du Doubs d'abattre en secret le bétail touché par le bacille du charbon pour en vendre la viande… alors qu'on aurait pu les jeter dans le gouffre de Jardel qui avait déjà reçu des milliers de cadavres d'autres animaux, dont ceux morts du typhus. 
Une dizaine de villages périphériques ont utilisé le « Trou de Jardelles » comme charnier. En 1901, les premières explorations ont lieu, dont font partie Mansion et Maréchal. La même année, Mansion a effectué (en juin 1901) des reconnaissances dans le gouffre du Gros-Gadeau, avec le Dr Meynier. On y trouve de quoi remplir plusieurs wagons de restes de cadavres animaux. Lors de ces explorations, il est démontré en colorant l'eau qui circule au fond du gouffre que celle-ci réapparait en 24 heures environ aux sources de la Loue. Pire, une partie de l'eau est au passage prélevée et arrive directement aux robinets des maisons du village d'Ouhans.
Il faut attendre 1904 pour que l'administration, conseillée par le Dr Larmet, change d'avis et interdise ces pratiques de charniers, mais cela n'empêchera pas l'armée, une vingtaine d'années plus tard, de l'utiliser comme décharge pour des munitions.

## Décharge militaire

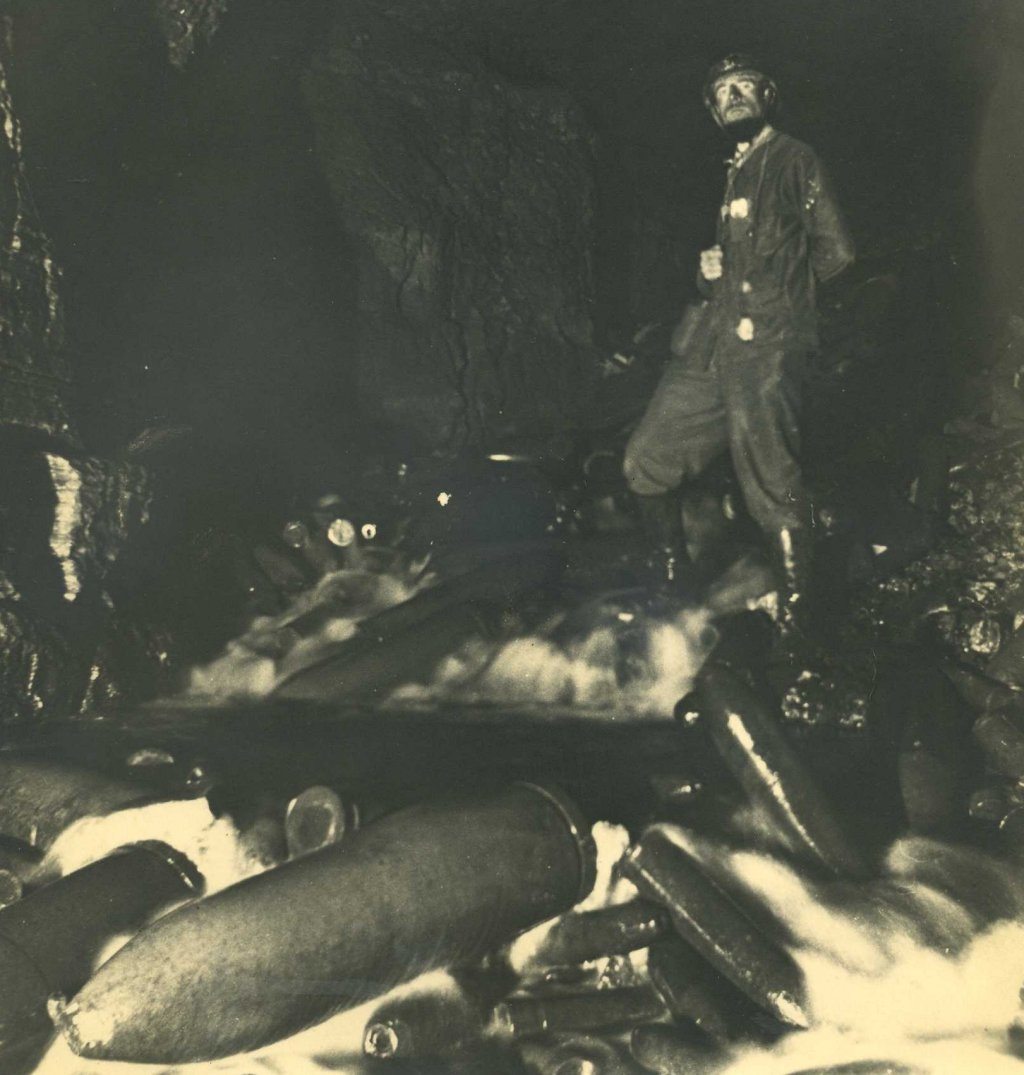
Le scientifique Charles Domergue au gouffre Jardel en 1935.

En 1923, dans la commune de Chaffois, le gouffre a été utilisé comme décharge pour plus de 3 000 tonnes de munitions (au minimum 515 m3, soit une épaisseur de 3,30 m), dont au moins 300 tonnes de mélinite. Ces obus correspondent à des stocks non utilisés ou non explosés durant la Première Guerre mondiale. L'administration n'aurait redécouvert l'existence du site qu'en 1972. 
En 1976, la CPEPESC a soulevé le problème de Jardel ; elle l'a depuis périodiquement dénoncé. En 1980, elle réalise le film Il était autrefois des sources d’eau pure, projeté lors du premier colloque sur les eaux souterraines des régions calcaires en 1981.
Une voiture entière a été aussi jetée dans ce gouffre (filmée). 
Des obus ont également été trouvés dans les gouffres de la Gribouillette à La Châtelaine (39) et du Gros-Bois à L'Hôpital-du-Grosbois (25), remis à la gendarmerie.
Certains obus pourraient être chargés d'ypérite (produit restant quasiment intact et actif tant que l'obus ne fuit pas ou n'explose pas), mais sans preuve ni confirmation des autorités. Néanmoins, l'explosif contenu dans la tête des obus est, au moins en grande partie, de l'acide picrique (autrefois appelé mélinite par les fabricants d'armes) qui peut, dans certaines conditions (production de picrates), devenir instable avec le temps et qui est toxique, ce qui inquiète une partie des riverains ou acteurs locaux. Ici la température très basse et l'immersion périodique limitent la formation de picrates[réf. souhaitée].
Le dépôt a été inspecté par la protection civile et le spéléo-club du CAF de Pontarlier le 29 septembre 1973. 
Il est confirmé en 2009[réf. souhaitée] que ces munitions ne sont pas des munitions endommagées ou non explosées provenant du front, mais qu'elles proviendraient toutes de stocks d'artillerie du début du XXe siècle. 
De même, il apparaît que « les eaux souterraines passant par le gouffre de Jardel ne réapparaissent pas à la source de la Loue, mais à une source aval secondaire, par conséquent, le suivi d’éventuelle pollution est à revoir ».
Une expertise a eu lieu in situ les 15, 16 et 17 octobre 2010 (avec le service de déminage de Colmar, le comité départemental de spéléologie du Doubs, un hydrogéologue, avec le soutien de l'Agence régionale de santé (ARS) et la direction de la Sécurité civile), en partie filmée pour la télévision. 17 modèles d'obus (de 9 calibres différents allant de 65 à 220 mm) ont été recensés dans le gouffre en 2010 (75 à 240 mm) qui selon les données disponibles en 2011 sont tous de type « conventionnels » (non chimiques). Les images faites en 2010 montrent des obus de calibres 75, 90, 120, 155 et 210 mm dont l'amorce a été retirée. Selon l'expertise présentée en 2011, tous les obus observés étaient de nationalité française et tous sans système d’amorçage (détonateur).
Cette investigation a été associée à une reconnaissance en plongée de la rivière souterraine sur une distance d'environ 150 mètres avec franchissement de cinq siphons peu profonds (déjà visités partiellement en 1982) et l'exploration d'un 6e siphon jusqu'à 26 m de profondeur. Ces conduits immergés présentent des étroitures ponctuelles, freins à l'écoulement actif à l'origine d'une importante mise en charge de la base du puits en hautes eaux. Les obus ne sont rencontrés que dans le premier siphon, mais des objets hétéroclites entraînés par le flux sont découverts dans le reste de la galerie aval (bidons métalliques, pneus, nombreux ossements…).
Selon Christian Decharrière (préfet de Franche-Comté) lors d'une conférence de presse faite en sous-préfecture de Pontarlier (9 avril 2011), les auteurs du rapport technique faisant suite aux investigations d'octobre 2010 excluent toute pollution en provenance de la cavité naturelle. 
Selon l'ARS, cinq prélèvements ont été faits et analysés, dont trois concernaient directement le gouffre : respectivement en amont de la zone de stockage, en aval de cette même zone et enfin sur la source principale de la Loue (résurgence du gouffre de Jardel, non loin d'un captage qui alimente les communes de Ouhans et Renédale). Les résultats n'ont pas montré d'acide picrique au-dessus du seuil de détection analytique du laboratoire, faisant conclure à l'ARS qu'il n'y a pas à ce jour de libération d’acide picrique dans la Loue à partir du gouffre de Jardel. Les analyses de deux munitions ont confirmé qu'elles contenaient de l'acide picrique et une petite quantité de paraffine et de dinitronaphtalène (explosif très stable face aux chocs et contraintes mécaniques, fondant à 140 °C, difficile à amorcer et couramment utilisé au début du XXe siècle comme « flegmatisant actif » en mélange avec la mélinite). Il n'est pas considéré comme plus toxique que les autres dérivés nitrés aromatiques et est peu soluble dans l'eau froide.
Le volume exact d'obus n'a pas pu être évalué car « la surface du fond du gouffre n’est pas clairement établie, des éboulis étant présents en grande quantité. Ils semblent provenir tant d’avant que d’après le déversement des munitions en 1923 ». De nouvelles évaluations du tonnage de munitions en place étaient annoncées pour septembre 2011 (programmation d'une visite de 9 jours la seconde quinzaine du mois septembre). « Face à l’impossibilité d’extraire ces munitions prises dans une gangue de calcaire, les autorités ont décidé de les y laisser, bien qu’au fond de ce gouffre coule l’une des sources de la Loue, affluent du Doubs ».

## Risques
Le gouffre est fermé au public et aux spécialistes en raison du risque lié à la présence de munitions anciennes. 
Un gouffre voisin dans lequel des déchets avaient été jetés a brûlé. 
Un film relatif au gouffre a été fait, intitulé Il était autrefois des sources d’eau pure et projeté à l'occasion du premier colloque sur les eaux souterraines des régions calcaires en 1981.
Selon le CPEPESC, la nappe du karst peut en période de forte pluie (même en été) remonter (au moins jusqu'à 40 m) dans le gouffre et donc inonder le dépôt de munitions, comme elle a autrefois immergé des milliers de charognes animales jetées là.